# Phillip P. Keene
Phillip P. Keene (Los Ángeles, California; 5 de septiembre de 1966) es un actor estadounidense. Él es conocido sobre todo por interpretar a Buzz Watson en la serie de TV The Closer y su spin-off Major Crimes. Habla fluido español y alemán.
Su primera película fue Role of a Lifetime. Antes de ser actor, fue a la UCLA y estudió historia e historia del arte. Él también tiene una licencia de pilotaje.
Está casado con James Duff, creador de The Closer y su spin-off Major Crimes, que era su pareja desde 1993.

## Filmografía
| Año       | Título                  | Rol          | Notas                                     |
| --------- | ----------------------- | ------------ | ----------------------------------------- |
| 2002      | Role of a Lifetime      | Bartender    |                                           |
| 2004      | The D.A.                | Reportero #2 | Episodio: The People vs. Sergius Kovinsky |
| 2005–2012 | The Closer              | Buzz Watson  |                                           |
| 2008      | The Truth Is Underrated | Jonah        | Cortometraje                              |
| 2011      | I Am Death              | Greg Meyers  |                                           |
| 2012-2018 | Major Crimes            | Buzz Watson  |                                           |

## Nominaciones
| Año  | Premio                    | Categoría                                          | Título     | Resultado |
| ---- | ------------------------- | -------------------------------------------------- | ---------- | --------- |
| 2008 | Screen Actors Guild Award | Mejor Interpretación de Reparto en serie dramática | The Closer | Nominado  |
| 2009 | Screen Actors Guild Award | Mejor Interpretación de Reparto en serie dramática | The Closer | Nominado  |
| 2010 | Screen Actors Guild Award | Mejor Interpretación de Reparto en serie dramática | The Closer | Nominado  |